# First Division 1968-1969
La First Division 1968-1969 è stata la 70ª edizione della massima serie del campionato inglese di calcio, disputato tra il 10 agosto 1968 e il 17 maggio 1969 e concluso con la vittoria del Leeds Utd, al suo primo titolo.
Capocannoniere del torneo è stato Jimmy Greaves (Tottenham) con 27 reti.

## Stagione

### Novità
Al posto delle retrocesse Sheffield Utd e Fulham sono saliti dalla Second Division l'Ipswich Town e, per la prima volta nella sua storia, il QPR.

### Avvenimenti
Il torneo vide la vittoria finale del Leeds Utd, che riuscì ad aggiudicarsi il suo primo titolo nazionale dopo alcune stagioni concluse ai vertici della classifica. Furono proprio gli uomini di Don Revie ad uscire per primi dalla bagarre iniziale grazie a quattro vittorie consecutive.
Alla sesta giornata passò in testa l'Arsenal, che tentò una fuga tallonato dal Leeds Utd, dal West Ham Utd, dal Chelsea e dal Liverpool. I Reds raggiunsero l'Arsenal in vetta alla classifica all'undicesima giornata assieme al Leeds Utd, che al turno seguente prenderà la testa in solitaria. Al sedicesimo turno i Whites furono raggiunti dall'Everton, inseritosi nella lotta al vertice, quindi il testimone passò alla diciannovesima al Liverpool, che concluse il girone di andata con quattro punti di vantaggio sul Leeds Utd. Il Liverpool mantenne la vetta della classifica anche all'inizio del girone di andata, perdendola alla ventottesima giornata in favore del Leeds, rimasto sulla scia dei Reds. I Whites allungarono il passo accumulando un consistente vantaggio sulle inseguitrici, sufficiente per assicurarsi il titolo con due giornate di anticipo.
A fondo classifica l'esordiente QPR retrocesse con diverse giornate di anticipo sulla fine del campionato. Ad accompagnare i Rangers fu il Leicester City finalista della FA Cup, retrocesso all'ultimo turno.

## Squadre partecipanti
| Club              | Stagione | Città               | Stadio               | Stagione precedente                   |
| ----------------- | -------- | ------------------- | -------------------- | ------------------------------------- |
| Arsenal           | dettagli | Londra              | Arsenal Stadium      | 9º posto in First Division            |
| Burnley           | dettagli | Burnley             | Turf Moor            | 14º posto in First Division           |
| Chelsea           | dettagli | Londra              | Stamford Bridge      | 6º posto in First Division            |
| Coventry City     | dettagli | Coventry            | Highfield Road       | 20º posto in First Division           |
| Everton           | dettagli | Liverpool           | Goodison Park        | 5º posto in First Division            |
| Ipswich Town      | dettagli | Ipswich             | Portman Road         | 1º posto in Second Division, promosso |
| Leeds Utd         | dettagli | Leeds               | Elland Road          | 4º posto in First Division            |
| Leicester City    | dettagli | Leicester           | Filbert Street       | 13º posto in First Division           |
| Liverpool         | dettagli | Liverpool           | Anfield Road         | 3º posto in First Division            |
| Manchester City   | dettagli | Manchester          | Maine Road           | 1º posto in First Division            |
| Manchester Utd    | dettagli | Manchester          | Old Trafford         | 2º posto in First Division            |
| Newcastle Utd     | dettagli | Newcastle upon Tyne | St James' Park       | 10º posto in First Division           |
| Nottingham Forest | dettagli | Nottingham          | City Ground          | 11º posto in First Division           |
| QPR               | dettagli | Londra              | Loftus Road          | 2º posto in Second Division, promosso |
| Sheffield Weds    | dettagli | Sheffield           | Hillsborough Stadium | 19º posto in First Division           |
| Southampton       | dettagli | Southampton         | The Dell             | 16º posto in First Division           |
| Stoke City        | dettagli | Stoke-on-Trent      | Victoria Ground      | 18º posto in First Division           |
| Sunderland        | dettagli | Sunderland          | Roker Park           | 15º posto in First Division           |
| Tottenham         | dettagli | Londra              | White Hart Lane      | 7º posto in First Division            |
| West Bromwich     | dettagli | West Bromwich       | The Hawthorns        | 8º posto in First Division            |
| West Ham Utd      | dettagli | Londra              | Boleyn Ground        | 12º posto in First Division           |
| Wolverhampton     | dettagli | Wolverhampton       | Molineux Stadium     | 17º posto in First Division           |

## Classifica finale
|       | Pos. | Squadra           | Pt | G  | V  | N  | P  | GF | GS | QR    |
| ----- | ---- | ----------------- | -- | -- | -- | -- | -- | -- | -- | ----- |
|       | 1.   | Leeds Utd         | 67 | 42 | 27 | 13 | 2  | 66 | 26 | 2.538 |
|       | 2.   | Liverpool         | 61 | 42 | 25 | 11 | 6  | 63 | 24 | 2.625 |
| [ 3 ] | 3.   | Everton           | 57 | 42 | 21 | 15 | 6  | 77 | 36 | 2.139 |
|       | 4.   | Arsenal           | 56 | 42 | 22 | 12 | 8  | 56 | 27 | 2.074 |
| [ 3 ] | 5.   | Chelsea           | 50 | 42 | 20 | 10 | 12 | 73 | 53 | 1.377 |
| [ 3 ] | 6.   | Tottenham         | 45 | 42 | 14 | 17 | 11 | 61 | 51 | 1.196 |
| [ 4 ] | 7.   | Southampton       | 45 | 42 | 16 | 13 | 13 | 57 | 48 | 1.188 |
|       | 8.   | West Ham Utd      | 44 | 42 | 13 | 18 | 11 | 66 | 50 | 1.320 |
| [ 5 ] | 9.   | Newcastle Utd     | 44 | 42 | 15 | 14 | 13 | 61 | 55 | 1.109 |
|       | 10.  | West Bromwich     | 43 | 42 | 16 | 11 | 15 | 64 | 67 | 0.955 |
|       | 11.  | Manchester Utd    | 42 | 42 | 15 | 12 | 15 | 57 | 53 | 1.075 |
|       | 12.  | Ipswich Town      | 41 | 42 | 15 | 11 | 16 | 59 | 60 | 0.983 |
| [ 6 ] | 13.  | Manchester City   | 40 | 42 | 15 | 10 | 17 | 64 | 55 | 1.164 |
|       | 14.  | Burnley           | 39 | 42 | 15 | 9  | 18 | 55 | 82 | 0.671 |
|       | 15.  | Sheffield Weds    | 36 | 42 | 10 | 16 | 16 | 41 | 54 | 0.759 |
|       | 16.  | Wolverhampton     | 35 | 42 | 10 | 15 | 17 | 41 | 58 | 0.707 |
|       | 17.  | Sunderland        | 34 | 42 | 11 | 12 | 19 | 43 | 67 | 0.642 |
|       | 18.  | Nottingham Forest | 33 | 42 | 10 | 13 | 19 | 45 | 57 | 0.789 |
|       | 19.  | Stoke City        | 33 | 42 | 9  | 15 | 18 | 40 | 63 | 0.635 |
|       | 20.  | Coventry City     | 31 | 42 | 10 | 11 | 21 | 46 | 64 | 0.719 |
|       | 21.  | Leicester City    | 30 | 42 | 9  | 12 | 21 | 39 | 68 | 0.574 |
|       | 22.  | QPR               | 18 | 42 | 4  | 10 | 28 | 39 | 95 | 0.411 |

Legenda:
      Campione d'Inghilterra e ammessa in Coppa dei Campioni 1969-1970.
      Ammessa in Coppa delle Coppe 1969-1970.
      Ammesse in Coppa delle Fiere 1969-1970.
      Retrocesse in Second Division 1969-1970.
Regolamento:
Due punti a vittoria, uno a pareggio, zero a sconfitta.
A parità di punti le squadre venivano classificate secondo il quoziente reti.
Note:
Il regolamento dell'epoca stabiliva che dovessero essere ammesse alla Coppa delle Fiere la seconda, la terza e la quarta del campionato purché rappresentassero città diverse. Quest'anno si presentò una situazione particolare: Il Newcastle aveva vinto la Coppa delle Fiere l'anno precedente e quindi aveva diritto di partecipare alla nuova manifestazione. La seconda classificata (il Liverpool) si qualificò normalmente escludendo l'Everton, terza classificata, in quanto la città di Liverpool era già rappresentata dai reds. La quarta classificata (l'Arsenal) si qualificò normalmente, la quinta e la sesta classificata (il Chelsea e il Tottenham) non furono ammessi in quanto la città di Londra era già rappresentata dai gunners. L'ultima squadra ammessa fu la settima (il Southampton) in sostituzione dello Swindon Town vincitore della Coppa di Lega, che militando in Third Division non fu accettato dal comitato organizzatore della coppa.

## Statistiche

### Squadre

#### Capoliste solitarie
Fonte:
|    | —— | ——        | ——        | ——        | ——        | ——        | ——        | —— | ——        | ——        | ——        | ——        | ——        | ——        | ——        | ——        | ——        | ——        | ——        | ——  | ——  | ——        | ——        | ——        | ——        | ——        | ——        | ——        | ——        | ——        | ——        | ——        | ——        | ——        | ——        | ——        | ——        | ——        | ——        | ——        | ——        | —— |  |
|    |    | Leeds Utd | Leeds Utd | Leeds Utd | Leeds Utd | Leeds Utd | Leeds Utd |    | Leeds Utd | Leeds Utd | Leeds Utd | Leeds Utd | Leeds Utd | Leeds Utd | Leeds Utd | Leeds Utd | Leeds Utd | Leeds Utd | Leeds Utd |     |     | Leeds Utd | Leeds Utd | Leeds Utd | Leeds Utd | Leeds Utd | Leeds Utd | Leeds Utd | Leeds Utd | Leeds Utd | Leeds Utd | Leeds Utd | Leeds Utd | Leeds Utd | Leeds Utd | Leeds Utd | Leeds Utd | Leeds Utd | Leeds Utd | Leeds Utd | Leeds Utd |    |  |
|    |    |           |           |           |           |           |           |    |           |           |           |           |           |           |           |           |           |           |           |     |     |           |           |           |           |           |           |           |           |           |           |           |           |           |           |           |           |           |           |           |           |    |  |
|    |    |           |           |           |           |           |           |    |           |           |           |           |           |           |           |           |           |           |           |     |     |           |           |           |           |           |           |           |           |           |           |           |           |           |           |           |           |           |           |           |           |    |  |
| 1ª | 2ª | 3ª        | 4ª        | 5ª        | 6ª        | 7ª        | 8ª        | 9ª | 10ª       | 11ª       | 12ª       | 13ª       | 14ª       | 15ª       | 16ª       | 17ª       | 18ª       | 19ª       | 20ª       | 21ª | 22ª | 23ª       | 24ª       | 25ª       | 26ª       | 27ª       | 28ª       | 29ª       | 30ª       | 31ª       | 32ª       | 33ª       | 34ª       | 35ª       | 36ª       | 37ª       | 38ª       | 39ª       | 40ª       | 41ª       | 42ª       |    |  |

#### Primati stagionali
- Maggior numero di vittorie: Leeds Utd (27)
- Minor numero di sconfitte: Leeds Utd (2)
- Migliore attacco: Everton (77 goal fatti)
- Miglior difesa: Liverpool (24 reti subite)
- Maggior numero di pareggi: West Ham (18)
- Minor numero di pareggi: Burnley (9)
- Maggior numero di sconfitte: QPR (28)
- Minor numero di vittorie: QPR (4)
- Peggior attacco: Leicester City, QPR (39 reti segnate)
- Peggior difesa: QPR (95 reti subite)

### Individuali

#### Classifica marcatori
Fonte:
| Gol | Rigori |  | Giocatore        | Squadra           |
| --- | ------ |  | ---------------- | ----------------- |
| 27  | 3      |  | Jimmy Greaves    | Tottenham         |
| 25  | 3      |  | Geoff Hurst      | West Ham Utd      |
| 22  | 4      |  | Joe Royle        | Everton           |
| 21  |        |  | Jeff Astle       | West Bromwich     |
| 21  | 4      |  | Pop Robson       | Newcastle Utd     |
| 20  | 3      |  | Ron Davies       | Southampton       |
| 19  | 1      |  | George Best      | Manchester Utd    |
| 19  | 1      |  | Jimmy Husband    | Everton           |
| 19  |        |  | Martin Peters    | West Ham Utd      |
| 17  | 4      |  | Tony Brown       | West Bromwich     |
| 17  | 1      |  | Ian Storey-Moore | Nottingham Forest |
| 17  |        |  | Bobby Tambling   | Chelsea           |
| 16  |        |  | Tommy Baldwin    | Chelsea           |
| 16  | 3      |  | James Alan Ball  | Everton           |